# Kirill Passetschnik
Kirill Nikolajewitsch Passetschnik (russisch Кирилл Николаевич Пасечник, ukrainisch Кирило Миколайович Пасічник Kyrylo Mykolajowytsch Passitschnyk; * 24. Mai 1993 in der Region Jaroslawl) ist ein kasachisch-ukrainischer Fußballspieler. Er war Nachwuchsnationalspieler Kasachstans.